# Ејси Ло
Ејси Ло (енгл. Acie Law; Далас, 25. јануар 1985) бивши је амерички кошаркаш. Играо је на позицији плејмејкера.
На својој четвртој години на универзитету Texas A&M Ло је постигао 1.653 поена и забележио 540 асистенција. Остао је упамћен међу навијачима по погођеном шуту за три поена у последњој секунди против њиховог највећег ривала Тексас лонгхорса 1. марта 2006. године, као и по изванредној партији у неизвесној утакмици против Канзаса 3. фебруара 2007. године коју је Тексас добио са 69:66. Као награду за Лоове заслуге универзитет Тексас је одлучио да дрес са бројем 1 који је он носио повуче из употребе. Ло је први играч у историји универзитета којем је указана ова част.

## Младост
Ејси Ло IV је рођен у Даласу. Син је Ејсија и Долорес Ло. Добио је име по свом прадеди (Ејси Ло старији), кога никад није упознао. Његов деда (Ејси Ло млађи) је преминуо 1997. године након што је претрпео срчани удар док је гледао бокс меч између Мајка Тајсона и Холфилда, заједно са младим Ејси Лоом IV и његовим оцем Ејси Лоом III, који је својевремено играо плејмејкера на универзитету Ксавијер. Ло има старијег брата и две млађе сестре.
Након завршетка средње школе интересовање за њега су исказали универзитет Оклахома, Оклахома стејт универзитет, универзитет Конектикат, универзитет Тексас у Остину и универзитет Џорџија Тек. Како би остао близу куће и како би одмах добио прилику да заигра, Ло је изабрао Texas A&M универзитет чији тим је водио тренер Мелвин Воткинс.

## Колеџ каријера

### Средња школа „Кимбал“
У трећем разреду средње школе „Кимбал“ Ло је са својом екипом остварио 29 победа и седам пораза, просечно бележећи 17,8 поена и 6 асистенција по утакмици. Његов тим је изгубио финалну утакмицу против средње школе „Џон Џеј“ из Сан Антонија када је противнички играч погодио шут са пола терена у последњој секунди меча. Његове партије биле су довољне да му донесу државне почасти. Проглашен је за најкориснијег играча свога округа. Био је једини играч са треће године ког је Далас морнинг њуз (енгл. Dallas Morning News) изабрао у идеалан тим свих округа.
Иако је на четвртој години повредио зглоб и пропустио први део сезоне, у преосталих 16 утакмица у сезони пружио је одличне партије које су му донеле многе награде. У тих шеснаест утакмица он је у просеку бележио 16,6 поена (19,5 у окружним утакмицама) и 6,5 асистенција по утакмици. На ол-стар утакмици средњих школа у Тексасу предводио је свој тим до победе са 35 постигнутих поена.

### Универзитет

#### Прва година
Иако је Тексас био неразвијен тим током Лоове прве године и није успео да добије ни једну утакмицу у конференцији он је пружао добре партије. Током своје прве године био је стартер на 12 од 27 утакмица колико је његов тим одиграо, укључујући 10 од последњих 11. Са просеком од 3,9 асистенције по утакмици био је осми у конференцији.
Ло је у просеку бележио 7,5 поена и 2,1 скока по утакмици, а на последњих 10 утакмица сезоне забележио је двоцифрен број поена. На две најбоље утакмице сезоне убацио је 19 поена против Тенесија и 18 против Гремблинга.

#### Друга година
Након сезоне 2003/04. тренера Мелвин Воткинса заменио је Били Џилипси који је дошао тврдивши да може да створи победнички тим. Џилипсијев интензиван начин тренирања разликовао се од Воткинсовог и након само две недеље тренинга са новим тренером Ло је почео озбиљно да размишља о преласку у другу школу. Након што је погледао снимак са претходне NCAA турнеје универзитета Тексас Ел Пасо, који је Џилипси водио претходне сезоне, он је ипак одлучио да остане у свом тиму.
Лоова посвећеност се исплатила, а тим је под Џилипсијевим вођством поправио биланс победа и пораза са прошлогодишњих 7:21 на 21:10 победивши на половини утакмица у конференцији. Ло је био стартер на 30 утакмица и зарадио је место међу 12 играча који су највише напредовали у тој сезони. Завршио је сезону са 49,3% убаченог шута за два поена, 38,4% за три поена (28 од 73) и 71,6% са линије за слободна бацања. Био је најбољи асистент тима са 153 асистенције и трећи асистент лиге.
Постигао је двоцифрен број поена на двадесет утакмица, укључујући и четири утакмице на којима је постигао преко двадесет поена. Уз његов учинак од 24 поена и 6 асистенција тим је победио тада деветопласирани Тексас. У најбољој утакмици сезоне против Хјустон кугуарса имао је 9 асистенција и 25 поена од којих је 12 постигао са линије за слободна бацања уз учинак 12 од 12. Против Мисури тајгерса убацио је 11 поена и забележио 14 асистенција што је тада био његов рекорд каријере. Ло је такође донео победу свом тиму у победи против Пен Стејт Нитани лајонса погодивши одлучујућа слободна бацања 11 секунди пре краја утакмице.

#### Трећа година
На трећој години Ло је постао један од четири играча у историји универзитета Тексас који су у својој каријери забележили 1.000 поена уз 300 асистенција и 100 украдених лопти. Предводио је свој тим по броју постигнутих поена са 16,1 поена по утакмици, 3,4 скока и 4 асистенције. На утакмицама у којима је Ло имао бар 5 асистенција тим је имао скор 10:2.
Поставио је рекорд универзитета са постигнутих 35 поена и 7 украдених лопти у мечу против Оклахома Стејт каубојса. Након што је погодио победнички шут за 3 поена уз звук сирене против Тексас лонгхорса у победи од 46:43, проглашен је за играча недеље. Пошто је био међу 10 играча са највише постигнутих поена, асистенција, украдених лопти и најбољим процентом шута неколико новина га је сврстало у најбољу петорку лиге.
Уз Лоову помоћ Тексас се пласирао на NCAA турнир, први пут након 1987. године. У мечу прве рунде против Сиракјуз оринџ баскетбола који је Тексас добио он је постигао 23 поена. Изгледало је да ће Тексас успети да дође до најбољих 16 пошто је 18 секунди пре краја утакмице са ЛСУ тајгерсима Ло погодио шут за два поена и тако довео свој тим у предност 57:55. Међутим, њихови снови су срушени 15 секунди касније када је Дерел Мичел погодио шут за три поена за победу свог тима.

#### Четврта година

##### Регуларна сезона
Убрзо након старта сезоне 2006/07, Тексас је стигао до места број шест у укупном пласману, то је био најбољи пласман који је тим икада остварио. Тим је имао најбољи старт још од сезоне 1959/60. која је започета скором 16:2.
Дана 1. фебруара 2007. Ејси Ло је ушао међу седамнаест финалиста номинованих за награду Боб Кузи (коју је и освојио), а која се додељује за најбољег плејмејкера. Победника је бирала комисија укључујући чланове НБА куће славних Боба Кузија, Лута Олсона и Џима Калхуна, тренере колеџ екипа, новинаре и неке експерте за колеџ кошарку.
Ло је израстао у правог кључног играча. На почетку фебруара 2007. године предводио је свој тим са 16,6 поена по утакмици, шутирајући 50,9% за два и 45,8% за три поена. На пет утакмица је у просеку бележио 11 поена у првих 35 минута и 10 поена у последњих пет минута утакмице. Током регуларне сезоне Ло је бележио 6,3 поена у последња четири минута утакмице уз 75 процената шута за два поена, 83 процената шута за три поена и 83 процената успешности са линије за слободна бацања.
У историјском моменту 3. фебруара 2007. године Еџиси су постали први тим са југа који је победио тада шестопласиране Канзас џејХоксе у Ален Филдхаусу. Канзас је водио у већем делу меча, али је Ло постигао 10 од последњих 13 поена и тако обезбедио победу свом тиму, након чега је проглашен за играча недеље. Два дана касније тим је победио Тексас, што је била двадесет прва узастопна победа на домаћем терену. Иако је морао да напусти терен три минута пре краја утакмице пошто је повредио ногу, Ејси је забележио 21 поен и поставио рекорд свог тима са 15 асистенција у победи над њиховим највећим ривалом резултатом 100:82. Након победе над Тексаом Ло је од стране Спорт илустрејтеда проглашена за играча недеље.
Поново је показао своје шутерске способности у другој утакмици против Тексаса 28. фебруара 2007. године. Одиграо је сивих 50 минута у утакмици коју је његов тим након два продужетка изгубио резултатом 98:96. Поставио је рекорд сезоне са 33 постигнута поена, а уз то је имао и 5 асистенција и 5 изгубљених лопти. Он је тројком у последњим секундама регуларног дела изједначио утакмицу и довео свој тим до продужетака. Још једном тројком 26 секунди пре краја првог продужетка изједначио је резултат па је утакмица морала бити решити у другом продужетку. Фаулиран је на крају другог продужетка како новом тројком не би донео нови продужетак. Намерно је промашио друго слободно бацање у нади да ће обезбедити скок у нападу и постићи кош. Његова изванредна сезона обезбедила му је место у најбољој петорци свих америчких тимова. Такође је био изабран у први тим свих америчких тимова Дика Витала уз играче какви су Ерон Афлало из UCLA, Аландо Такер из Висконсина и Ник Фазекас из Неваде.

##### турнири
Иако су Еџиси били други у регуларном делу сезоне и били постављени за друге носиоце, одиграли су лоше у четвртфиналној утакмици и били елиминисани од стране Оклахома стејта. Ло је постигао само 10 поена уз шут из игре 5 од 12.
Међутим Еџиси су награђени за успехе у регуларном делу сезоне и постављени за трећег носиоца јужног региона. У мечу првог кола против Пена Ло је постигао 20 поена уз шут из игре 6 од 15. Еџиси су добили утакмицу резултатом 68:52 и прошли у другу рунду турнира.
У мечу другог кола турнира против Луизвила, пред непријатељски настројеном публиком Ло је још једном показао своје шутерске способности. Погодио је 13 од 15 слободних бацања и завршио утакмицу са 26 поена. Постигао је и последња два поена на утакмици. Победа резултатом 72:69 обезбедила им је пласман међу 16 најбољих екипа, први пут након 1980. године. Као прави спортиста Ејси је провео неко неко време са разочараним играчем Луизвила Едгаром Сосом, хвалећи његов наступ у овом мечу.. Дана 22. марта, Ло и његови саиграчи су се састали са другим носиоцем, екипом Мемфис тајгерса. Утакмица је била тесна, а он је имао прилику да донесе свом тиму три поена предности, али је промашио зицер неколико секунди пре краја. Еџиси су изгубили резултатом 65:64 и то је била последња утакмица у његовој колеџ каријери.
Ејси Ло је био први играч Тексас еџиса који изабран за најбољи тим завршног турнира, и био је изабран од стране ESPN-а и Спорт илустрејтида у прву петорку свих америчких тимова. Такође је био проглашен за играча године од стране Далас морнинг њуза.

## Професионална каријера

### Атланта Хокси
Дана 28. јуна 2007. године Ло је изабран као 11. пик од стране Атланта Хокса. Био је први играч са четврте године колеџа који је изабран на том драфту. Први пут је био стартер на НБА утакмици 6. новембра 2007. године када су Хокси играли против Њу Џерзи Нетса. Иако је на колеџу на његовом дресу писало име Ло IV, када је дошао у НБА на дресу му је писало само Ло пошто је носио дрес са бројем 4.
У својој првој сезони он је у просеку бележио 4,2 поена и две асистенције уз 20,6% убаченог шута за три и 40% шута за два поена. Пропустио је 10 утакмица због повреде чланка.
На лето 2008. године Ло је ушао у први тим летње лиге са још четворицом играча. Бележио је у просеку 16,2 поена, 3,6 асистенције и 2,2 скока по утакмици предводећи тако Хоксе до скора 4-2. Био је шести стрелац и шести асистент летње лиге.

### Голден Стејт Вориорси
Дана 25. јуна 2009. године прешао је у Голден Стејт Вориорсе, заједно са Спиди Калкстоном као замена за Џамал Крофорда. За Вориорсе је одиграо само пет утакмица и није имао запажен учинак.

### Шарлот Бобкетси
Ло је заједно са Стивеном Џексоном 16. новембра 2009. године прешао у Шарлот Бобкетсе у замену за Ражу Бела и Владимира Радмановића. За Шарлот је одиграо девет мечева и играо просечно по четири минута и имао просечно два поена по утакмици.

### Чикаго Булси
Дана 18. фебруара 2010. године заједно са Роналдом Марејем прешао је у Чикаго Булсе у замену за Тајруса Томаса. Одиграо је дванаест мечева за Булсе. Играо је просечно једанасет минута и бележио нешто више од 5 поена по утакмици.

### Мемфис Гризлиси
Ејси Ло је 5. августа 2010. године потписао једногодишњи уговор са Мемфис Гризлисима. Међутим, добио је отказ 4. децембра 2010. године. Он је за Мемфис одиграо 11 утакмица. Просечно је играо осам минута и бележио један поен по утакмици.

### Голден Стејт Вориорси
Дана 9. децембра 2010. године потписао је уговор са Голден Стејт Вориорсима. Одиграо је четрдесет утакмица, игравши просечно шеснаест минута и бележећи пет поена.

### КК Партизан
Јула 2011. године потписао је једногодишњи уговор са кошаркашким клубом Партизан из Београда. Наступајући за Партизан одиграо је 11 утакмица у Евролиги, а на 9 је био стартер. Играо је нешто више од 30 минута по утакмици, а просечно је бечежио 10,5 поена, 2,9 асистенције и једну украдену лопту по утакмици, а уз то је имао 2,5 изгубљене лопте.

### КК Олимпијакос
У јануару 2012. године потписао је уговор са Олимпијакосом до краја сезоне. Са Олимпијакосом је освојио две Евролиге (2012. и 2013.) и национално првенство грчке у сезони 2011/12. У лето 2012. године продужио је уговор са Олимпијакосом на још годину дана. Пропустио је целу сезону 2013/14. због повреде. Крајем јуна 2014. је раскинуо уговор са Олимпијакосом.

## Награде и признања
- Награда Боб Кузи за најбољег плејмејкера на колеџу 2007. године[33].
- Награда Асошијетед преса за улазак у други најбољи тим сезоне.
- Награда Џон Вуден за улазак у други најбољи тим сезоне[34].
- Награда Чип хитон играч године за најбољег играча 2007. године[35].
- Члан најбољег тима сезоне[17].
- Члан најбољег тима у избору Асошијетед преса.
- Члан најбољих 12 у избору ESPN-а.
- Члан најбољих 12 у избору Спорт илустрејтедa.
- Играч године у избору Далас морнинг њуза.
- Први тим свих америчких кошаркаша изабран од стране националне асоцијације кошаркашких тренера[36].
- Први тим свих америчких кошаркаша изабран од стране америчке асоцијације кошаркашких новинара[37].
- Члан првог тима свих америчких кошаркашких клубова, у избору Спортинг њуза[38].
- Члан најбољег америчког тима у избору .
- Члан најбољег одбрамбеног тима у избору .
- Најкориснији играч у избору .
- Најбољи спортиста Лоун стар шоудауна 2006/07.

## Стил шутирања
Када је похађао трећи разред средње школе поломио је зглоб десне руке током кошаркашког тренинга. Како би наставио да се такмичи, Ло који је иначе дешњак почео је да шутира левом руком. Након што се опоравио од повреде могао је да шутира и левом и десном руком, али је од 2007. године претежно шутирао левом руком. Његов стил шутирања је прилично необичан, јер лопта приликом шута има веома мало спина. Њгов тренер у средњој школи Били Џилипси приметио је да је то због тога што он приликом шута неутралише ротацију палцем десне руке. Како би му помогао да поправи избачај тренер му је наредио да залепи палац за шаку и да покуша да шутира без њега. Пошто је видео да он тако не може да погоди кош, Џилипси је одустао од тога.

## Статистика НБА каријере

### Регуларна сезона
| Сезона   | Екипа        | ОУ  | СТ | МИН  | 2П    | 3П    | СБ    | СК  | А   | УЛ  | Б   | П   |
| -------- | ------------ | --- | -- | ---- | ----- | ----- | ----- | --- | --- | --- | --- | --- |
| 2007/08  | Атланта      | 56  | 6  | 15,4 | 40,1% | 20,6% | 79,2% | 1,0 | 2,0 | 0,5 | 0   | 4,2 |
| 2008/09  | Атланта      | 55  | 1  | 10,2 | 37,4% | 31%   | 81,7% | 1,1 | 1,6 | 0,2 | 0,1 | 2,9 |
| 2009/10  | Голден Стејт | 5   | 0  | 13,2 | 64,3% | 33,3% | 80%   | 0,4 | 1,4 | 1,2 | 0   | 6,2 |
| 2009/10  | Шарлот       | 9   | 0  | 3,7  | 31,3% | 0%    | 85,7% | 0,1 | 0,3 | 0,1 | 0,1 | 1,8 |
| 2009/10  | Чикаго       | 12  | 1  | 11,3 | 46,7% | 33,3% | 74,1% | 1,2 | 1,3 | 0,3 | 0   | 5,5 |
| 2010/11  | Мемфис       | 11  | 0  | 8,5  | 15,8  | 0%    | 60%   | 1,0 | 1,3 | 0,4 | 0   | 1,1 |
| 2010/11  | Голден Стејт | 40  | 0  | 15,8 | 46,7% | 20%   | 75,9% | 1,3 | 1,8 | 0,7 | 0   | 5,1 |
| Каријера |              | 188 | 8  | 12,7 | 41,3% | 23,5% | 77,8% | 1   | 1,6 | 0,4 | 0   | 3,9 |

### Плеј-оф
| Сезона   | Екипа   | ОУ | СТ | МИН | 2П    | 3П    | СБ    | СК  | А   | УЛ  | Б  | П   |
| -------- | ------- | -- | -- | --- | ----- | ----- | ----- | --- | --- | --- | -- | --- |
| 2007/08  | Атланта | 7  | 0  | 8,7 | 75,0% | 0%    | 90,0% | 0,3 | 1,1 | 0,3 | 0  | 3,0 |
| 2008/09  | Атланта | 6  | 0  | 4,7 | 33,3% | 33,3% | 100%  | 0,3 | 1,0 | 0   | 0  | 1,3 |
| Каријера |         | 13 | 0  | 6,8 | 52,9% | 33,3% | 90,9% | 0,3 | 1,1 | 0,2 | 00 | 2,2 |

ОУ = одигране утакмице, СТ = стартер, МИН = минути, 2П = шут за 2 поена, 3П = шут за 3 поена, СБ = слободна бацања, СК = скокови, А = асистенције, УЛ = украдене лопте, Б = блокаде, П = поени
Болдовани бројеви означавају најбољи учинак у каријери